# Andrej Babič
Andrej Babič, slovenski turistični delavec in fotograf, * 1923, Orehovlje, † 2019, Kranj.
Kariero je začel kot trgovec, med 1952 in 1980 pa je bil direktor turističnega podjetja Central. Poleg tega je dvajset let opravljal tudi delo matičarja. Znan je predvsem kot fotograf, ki že več kot pol stoletja dokumentira motive domače Gorenjske.

## Odlikovanja in nagrade
Leta 1999 je prejel častni znak svobode Republike Slovenije z naslednjo utemeljitvijo: »za plodno in požrtvovalno delo v turistični dejavnosti Gorenjske«.